# Jo Nesbø
Jo Nesbø, född 29 mars 1960 i Oslo, är en norsk författare och musiker. 
Nesbø, som är uppvuxen i Molde, är utbildad civilekonom och finansanalytiker från Norges Handelshøyskole och har arbetat både som aktiemäklare och som journalist. Han är även sångare och låtskrivare i popgruppen Di Derre. Han gav ut soloalbumet Karusellmusikk år 2001.
Han romandebuterade med Fladdermusmannen år 1997 och är framförallt känd för sina thrillers om den norske polismannen Harry Hole. Den fristående romanen Huvudjägarna har filmatiserats. Succén med böckerna har genererat miljonintäkter som fått Nesbø att upprätta en stiftelse som stödjer projekt för att bekämpa analfabetism i tredje världen. Han uppger att han vid ett tillfälle raderat en helt färdigskriven roman.